# Euxoa flavata
Euxoa flavata är en fjärilsart som beskrevs av Feichtenberger 1962. Euxoa flavata ingår i släktet Euxoa och familjen nattflyn. Inga underarter finns listade i Catalogue of Life.